# Turizem v Srbiji
Turizem v Srbiji je uradno priznan kot primarno področje gospodarske in družbene rasti. Hotelski in gostinski sektor je leta 2015 predstavljal približno 2,2 % BDP. Turizem v Srbiji zaposluje približno 75.000 ljudi, kar je približno 3 % delovne sile v državi. V zadnjih letih se povečuje število turistov, predvsem tujih za okoli sto tisoč prihodov vsako leto več. Leta 2019 je turizem ustvaril skoraj 1,698 milijarde dolarjev prihodka in gostil 3 milijone sedemsto tisoč turistov, od tega polovica tujcev. Najštevilčnejši tuji turisti so bili kitajski turisti, sledili so jim turisti iz Bosne in Hercegovine, Bolgarije, Turčije in Nemčije. Večji destinaciji za tuje turiste sta Beograd in Novi Sad, za domače turiste pa raje zdravilišča in gorska naselja. Okolju prijazen in trajnosten turizem je postal zelo priljubljen tudi med domačimi turisti, saj veliko mladih obiskuje različne naravne rezervate in parke v zahodnem in južnem delu države. Srbija je znana tudi po gastronomskem turizmu, tako v mestnih kot podeželskih območjih države, pri čemer je Beograd osrednje stičišče z več kot 1800 restavracijami, kavarnami, bari in nočnimi klubi.

## Galerija
- Narodni park Tara
- Živalski vrt v Beogradu
- Trdnjava Golubac
- Krupajska pomlad
- Narodni park Đerdap
- Zaovinsko jezero
- Lazarjev prekop
- Narodni park Kopaonik
- Samostan Manasija
- Cerkev svete Save
- Smučišče Kopaonik